# 德罗赛
德罗赛（法語：Drosay，法語發音：[dʁozɛ]）是法国滨海塞纳省的一个市镇，属于迪耶普区。

## 地理
德罗赛（49°47'39"N, 0°44'26"E）面积6.43 平方千米，位于法国诺曼底大区滨海塞纳省，该省份为法国北部沿海省份，其西部及北部濒大西洋英吉利海峡，东起顺时针与索姆省、瓦兹省、厄尔省和卡爾瓦多斯省接壤。
与德罗赛接壤的市镇（或旧市镇、城区）包括：欧托洛夫赖、内维尔、奥克维尔、圣科隆布、萨斯维尔。

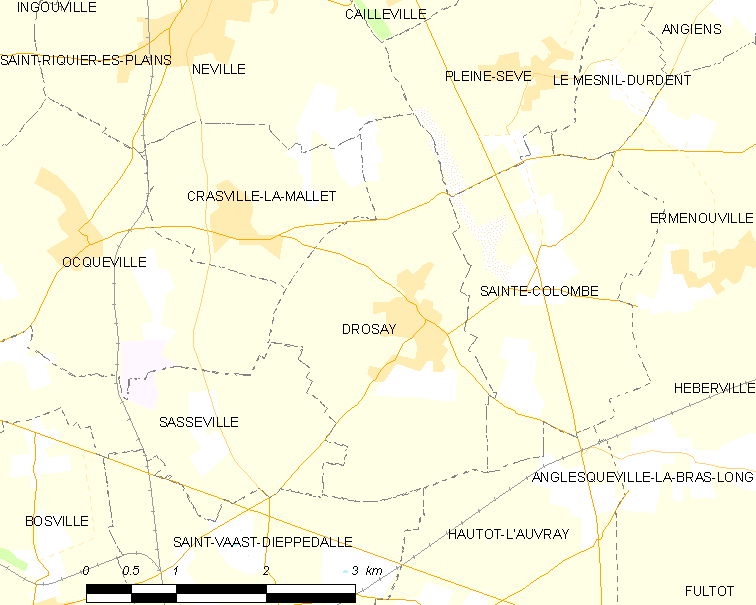
德罗赛的OSM定位图

德罗赛的时区为UTC+01:00、UTC+02:00（夏令时）。

## 行政
德罗赛的邮政编码为76460，INSEE市镇编码为76221。

## 政治
德罗赛所属的省级选区为科地区圣瓦勒里县。

## 人口

1962-2008年间德罗赛人口变化图示

德罗赛于2022年1月1日时的人口数量为192人。